# Personatges de ''Física o química''
La llista de personatges de Física o química comprèn d'una banda professors i de l'altra alumnes. Física o química és una sèrie de televisió emesa a Antena 3.

## Professors
- Olimpia Díaz Centeno (Ana Milán): És la profesora d'anglès. Durant un temps és la directora fins que arriba Martín. És molt dura amb els alumnes i no té simpatia amb els alumnes ni amb gaires professors per ser de vegades massa inflexible. Al principi de la sèrie està casada amb Félix, però el matrimoni se separa quan l'enganya amb Roque i es queda embarassada sense saber de qui. Quan neix el seu fill, Darío, la seva relació amb Roque ja s'havia acabat. Es fa les proves de paternitat, i el pare resulta ser Félix. Més endavant té una relació amb el pare de David, sense saber que encara seguia casat. També està un temps amb Martín. A la darrera temporada li agrada Enrique, però la relació no va a més quan sap que vol vendre l'escola.[1]
- Clara Yanes Mediavila (Nuria González) (Temporades 1-6): Al començament de la sèrie és la directora del Zurbarán. Més endavant Olimpia li pren el lloc i passa a ser cap d'estudis quan Adolfo marxa. Està separada del pare de Ruth, i quan aquest es mor, es fa càrrec d'ella com a tutora legal. Més endavant acull a casa seva a Román. Sempre està molt pendent dels alumnes i de la resta de professors, tot i que durant una temporada té una depressió que li fa baixar l'autoestima a causa d'una amenaça d'un grup de nazis. Deixa l'escola per anar-se'n a l'Argentina amb Ricardo, l'home de manteniment amb qui inicia una relació.
- Roque Madrona Castro (Bart Santana) (Temporades 1-5): Arriba al primer episodi com a professor d'art. És el fill d'Adolfo i al principi no tenen gaire bona relació. Té una filla petita, Alba i està separat de Leo. Aquesta s'interposa entre ell i Olimpia. Té una relació amb Alma, que l'inspira per pintar els seus quadres, però quan tot s'acaba, comença a consumir drogues perquè l'ajudin a treballar. Durant uns mesos està a rehabilitació. Marxa del centre per anar amb la seva filla i poder-li dedicar més temps.[2]
- Martín Aguilar Novallas (José Manuel Seda) (Temporades 3-6): És professor de tecnologia i psicopedagog. S'incorpora al centre com a membre de la junta d'accionistes i aviat passa a ser el director. Manté una relació amb Blanca i estan a punt de casar-se, però a l'altar diu que no perquè s'adona que li agrada Olimpia. Una vegada que está amb Olimpia, descobreix que ha deixat embarassada a una stripper amb qui va tenir una relació esporàdica. Això fa que la seva relació amb Olimpia es vagi refredant. Quan estan posant fi, rep la notícia que la nena, María, ha nascut i la mare l'ha abandonat. Se’n fa càrrec d'ella. Deixa l'institut després de dimitir per haver-se quedat diners.
- Vicente Vaquero Castiñeira (Marc Clotet) (Temporades 4-7): És professor d'Educació Física. Entra a treballar per ser fill de l'accionista majoritari. En un principi es fa massa amic dels alumnes, cosa que li desaconsellen la resta dels professors. Quan el seu pare es mor, passa a ser ell l'accionista majoritari de l'escola. En un principi li agrada Irene, però quan ella marxa, s'embolica amb Verónica, amb qui mantindrà una relació a tres amb Berto, fins que aquest marxi. Durant un temps està amb Olimpia. Després de l'estiu es casa amb Sara, una Argentina que vol obtenir la residència, de qui s'acaba enamorant.
- Irene Calvo (Blanca Romero) (Temporades 1-4): Comença a treballar en el primer episodi com a professora de filosofia. El primer dia de classe descobreix que durant l'estiu va tenir una relació d'una nit amb un alumne, Isaac. Aquesta relació continua d'amagat, fins i tot ho arriben a descobrir Clara i Adolfo, cosa que fa que durant un temps deixi de ser professora. Quan torna, la seva relació amb Isaac s'ha acabat. Durant un temps està amb Miguel, però s'interposa un possible retorn amb Isaac i la posterior mort de l'alumne. Mesos després, coneix a Thomas, el professor d'anglès americà que està treballant durant un temps al centre, amb qui inicia una relació plena d'altibaixos. Durant l'estiu es casen a Las Vegas. Ella no s'ho pren seriosament perquè no es fa a la idea d'estar sempre amb el mateix home. Tenen una forta crisi, però finalment marxa als Estats Units per acabar d'homologar el seu matrimoni.
- Blanca Román Hernández (Cecilia Freire) (Temporades 1-4): És professora de Literatura i comença a treballar al centre, al principi amb moltes inseguretats. També mostra moltes inseguretats amb les seves relacions amb els homes. Li agrada Jonathan, però amb qui supera les seves pors és amb Mario, un ex nòvio d'Irene. Comparteix pis amb Irene, i això porta problemes, sobretot quan ella s'enamora de Miguel i veu que a aquest li agrada Irene. Quan dona classes a Berto, comencen una relació, que té a la vegada que amb Martín. En un episodi, tots dos li demanen per casar-se i ella, tot i tenir dubtes, escull a Martín. Marxa després que Martín la deixi plantada a l'altar.[3]
- Adolfo Madrona (Joaquín Climent) (Temporades 1-4): És el cap d'estudis. Té molt bona relació amb el professorat, però no tan bona amb el seu fill. El seu matrimoni s'acaba quan s'enamora de la mare de Paula i Isaac, relació que no arriba a consolidar-se. Té problemes amb els accionistes per un article que escriu, i a partir d'aquest fet comencen a fer-li ofertes per deixar de ser cap d'estudis. Deixa l'escola per dedicar-se a escriure.
- Berto Freire Carballar (Alex Barahona) (Temporades 2-6): Treballa a l'institut de cambrer del bar, també serà entrenador i encarregat del manteniment. És el germà de Yoli i ha estat a la presó. Com per treballar li demanen el Graduat, demana a Blanca que l'ajudi en els estudis. Això fa que s'enamorin, però com Blanca finalment decideix casar-se amb Martín, la relació s'acaba, tot i que a ell li segueix agradant. Quan Blanca marxa, comença a anar amb Verónica. Durant un temps està en el trio amb ella i Vaquero, fins que veu que aquesta relació no porta enlloc i se'n va. A l'últim episodi apareix amb Blanca.
- Verónica Lebrón Cervantes (Olivia Molina) (Temporades 5-7): Arriba a l'institut per donar classes de literatura, però també buscant a la seva filla, Teresa, que va abandonar quan era petita. És molt liberal i durant un temps té una relació amb Berto i Vaquero alhora. Quan el trio s'acaba, comença una relació amb Jorge plena d'altibaixos. Després de la ruptura, es trasllada al seu pis Xavi, i tot i que a ell li agrada Sara, entre ells sorgeix una relació que es consolida en el darrer episodi.
- Arturo Ochando Villalba (Enrique Arce) (Temporades 6-7): És metge i es posa a treballar en el centre com a professor de Biologia després de tenir problemes amb la justícia per ser acusat d'haver practicat l'eutanàsia a la seva dona, que va morir de càncer. Comença una relació amb Marina, tot i tenir ella dubtes de si era culpable o innocent d'haver matat a la seva dona. Ell li confessa que es va sentir incapaç de fer-li res. Finalment, la seva relació amb Marina es consolida.[4]
- Marina Conde (Cristina Alcázar) (Temporades 5-6): arriba a l'institut per substituir a Irene com a professora de Filosofia. Té unes idees molt conservadores, i és molt reservada a l'hora de relacionar-se amb els homes, especialment amb Roque. Amaga un secret: el seu ex nòvio la va contagiar del VIH. Ho confessa finalment davant tothom perquè es pensaven que Daniela tenia la Sida i li feien la vida impossible. Més endavant comença una relació amb Arturo. A la darrera temporada deixa l'ensenyament per ocupar un càrrec polític.
- Jorge (Sergio Mur) (Temporades 5-6): Arriba al centre com a orientador i després és el professor d'Art quan Roque marxa. És bisexual. En un principi té un apropament amb David, però ell decideix posar distància quan sap que es queda com a professor. Se’n va a viure a casa de Verónica i s'acaba enamorant d'ella, però després de les vacances la deixa per un altre, i això fa que deixi el pis i l'institut.
- Félix Alonso (Xavi Mira) (Temporades 1-2): És el professor de música i marit d'Olimpia. Es divorcia d'ella quan sap que l'ha enganyat amb Roque i que el fill que espera potser no és seu. Acaba deixant l'institut perquè se li fa molt difícil veure-la cada dia. Quan neix Darío, resulta que és fill seu, i està disposat a fer-li de pare. Apareix ocasionalment en un parell d'episodis posteriorment,
- Enrique Lubián (Fernando Andina) (Temporada 7): Arriba com a director després de la marxa de Martín. És amic de la família de Vaquero, vol que li comprin l'institut per tombar-lo, però això no ho diu fins al darrer episodi. Mai arriba a caure bé ni als alumnes ni als professors, tot i que està a punt de començar una relació amb Olimpia.
- Sara Pires (Sabrina Garciarena) (Temporada 7): És argentina i es casa amb Vaquero per poder obtenir el permís de residència. Es posa a treballar de professora de Filosofia i inicia una relació amb Xavi. Quan els d'immigració descobreixen que el seu matrimoni amb Vaquero era un frau, la deporten al seu país, però abans de marxar, Vaquero li diu que se l'estima.
- Xavi López (Juan Pablo di Pace) (Temporada 7): Professor d'art que s'instal·la a casa de Verónica. Verónica li agrada, però manté una relació amb Sara. En el darrer episodi ho deixen per poder estar amb Verónica.
- Miguel Belaza (Michel Brown) (Temporada 2): Arriba al centre com a professor de tecnologia i també per donar un taller de teatre. Comparteix pis amb Irene i Blanca, entre les quals es crearà un triangle amorós. En el passat, va perdre la seva dona en un accident en el qual també varen morir uns nens d'un autobus escolar, cosa que fa que durant un temps rebi amenaces. Al final de la segona temporada marxa per no poder decidir-se entre Blanca i Irene.
- Jonathan (Michel Gurfi) (Temporada 1): Professor d'Educació Física. Comença a sortir amb Blanca, però la relació no va més enllà perquè ha de marxar a Mèxic per motius familiars.
- Mario Barrio (Fele Martínez) (Temporada 1): Antic nòvio d'Irene, que apareix per tornar a sortir junts. Es queda durant uns dies a l'institut per fer un reportatge. S'embolica amb Blanca abans d'anar-se'n.

## Alumnes
- Yolanda Freire Carballar “Yoli” (Andrea Duro): Molts nois de l'institut li diuen “Zorra Poligonera”. Se sent orgullosa del barri d'on és i li agrada el sexe. Al principi de la sèrie li agrada Isaac, però no arriba a consolidar la relació. Més endavant surt amb Quino, Julio i amb Román. Arriba a patir una violació per part d'un company de classe, Oliver, i més endavant assetjament sexual per part del pare de Julio. Els seus millors amics són Paula i, sobre tot Fer, amb qui té una relació molt estreta. En el darrer episodi comença a sortir amb Salva.
- Fernando Redondo Ruano †, "Fer" (Javier Calvo): Al principi de la sèrie és el millor amic de Cova i Julio i més endavant de Yoli. És homosexual i al principi estava enamorat de Rubén, després de Julio, però sense ser correspongut. El seu primer nòvio es diu Hugo, però la relació serà breu per trair la seva confiança. La relació més estable que té és amb David. Durant un temps que no estan junts, ell comença a sortir amb Borja, amb qui està a punt de casar-se. Repeteix curs per pujar la nota d'accés a la universitat. Se’n va a viure amb David. En un dels últims episodis de la sèrie és víctima d'un alumne que segresta l'escola amb una escopeta i mor d'un tret.
- Paula Blasco Prieto (Angy Fernández) (Temporades 1-6): És la germana d'Isaac i la millor amiga de Cova i Yoli. Al principi de la sèrie li agrada Cabano, però el seu primer nòvio serà Jan, fins que l'enganya i tallen. Després està un temps amb Cabano, però la relació no acaba d'anar bé, i més quan Alma s'interposa i es munten un trio els tres. Després de l'estiu, ella vol tornar amb Cabano, però el fet de no aconseguir-lo, fa que s'acabi consolant en Gorka i es quedi embarassada. Decideix tenir el nen i inesperadament, s'acaba enamorant de Gorka. Quan el nen, Isaac, neix, Gorka marxa, però finalment torna i marxen junts. En les darreres temporades comença a presentar-se a proves per ser cantant i acaba anant-se'n de gira.
- Ruth Gómez Quintana (Úrsula Corberó) (Temporades 1-6): Perd els seus pares en un accident i Clara es converteix en la seva tutora legal. Sempre té problemes d'autoestima. Al principi de la sèrie surt amb Gorka, tot i sentir-se molt penjada d'ell, sent que la relació no li convé. Durant un temps està amb Cabano, però acaba tornant amb Gorka. Després de la segona ruptura té problemes de bulímia que fan que estigui tot un estiu ingressada en un centre. Després de l'estiu torna amb Cabano i l'ajuda quan ell té càncer. L'arribada de Román crea un apropament, i deixa a Cabano quan se'n va. Durant un temps surten junts fins que ella se'n va a estudiar a Barcelona. En el darrer episodi va una video conferència en al que està amb Cabano.[5][6]
- Julio de la Torre Reig (Gonzalo Ramos) (Temporades 1-6): En el primer episodi el seu germà, Rubén, es suïcida i vol investigar el que va passar. El seu pare els va abandonar quan eren petits i la seva mare viu a Anglaterra, per tant sempre està sol. S'enamora de Cova i tenen una relació, però l'acaba deixant a causa de les seves inseguretats. Es fa amic d'un nazi i es posa a sortir amb Lucía, germana d'aquest. Passa una època molt problemàtica que fins i tot fa que l'expulsin de l'institut. Deixa la colla de neonazis quan volen donar una pallissa a Fer i aquest el defèn. Més endavant sortirà amb Violeta i amb Yoli, fins que el seu pare reapareix i s'interposa. El retorn de Cova fa resorgir la relació que havien tingut i finalment se'n va amb ella a Alacant.
- Alma Núñez (Sandra Blázquez) (Temporades 3-7): Arriba al centre ocultant alguna cosa greu del seu passat. Fins i tot Ruth descobreix que el seu expedient acadèmic està buit en els darrers vuit anys. Ella intenta inventar-se mil històries, fins que surt la veritat: ha estat en un reformatori per haver participat en la mort d'una noia. S'interposa en la relació de Paula i Cabano, fins i tot es munta un trio amb ells. Després tindrà una fixació amb Roque perquè la pinti nua, li faci deixar la feina i se'n vagi al llit amb ell per després menysprear-lo. Després es fa amiga de Quino i ensenyant-li habilitats amb les noies se sent atreta per ell, però ell marxa de l'institut. Durant un temps la resta de la colla no li parla, només es fa amiga de Teresa. S'enamora d'Álvaro però el deixa quan s'assabenta del que li va fer a Teresa. No obstant això, el segueix vent d'amagat, mentre ell surt amb Teresa. Quan tot es descobreix, comença una gran enemistat amb Teresa. Repeteix curs a posta per pujar les seves qualificacions i anar-se'n a estudiar als Estats Units. Es prostitueix per poder obtenir els diners que necessita per la beca. Quan Álvaro ho descobreix, la menysprea, però finalment es quedarà amb ell després que surti del coma.
- David Ferrán (Adrian Rodriguez) (Temporades 3-7): És amic de Julio des que eren petits. A través d'ell coneix a Fer, i comença a sentir-se atret per ell. Finalment es decideix a sortir de l'armari davant dels seus amics i dels seus pares, cosa que li costarà molt. La seva relació passa per mals moments quan ell comença a xatejar amb un desconegut que no para d'assetjar-lo i més endavant talla degut a la desconfiança de Fer. Durant un temps li agrada Jorge, però no arriba a tenir res seriós amb ell. Passa per un mal moment quan Fer està amb Borja. Finalment, apareix en el casament de Fer i Borja i tornen a estar junts. Se’n van a viure junts, i passen per una crisi quan ell es torna a trobar amb Susana, una ex nòvia. Quan finalment semblen haver superat tots els problemes, ell perd a Fer en un tiroteig a l'institut.
- Gorka Martínez Mora (Adam Jezierski) (Temporades 1-5, 6): És un alumne molt conflictiu, que sempre està ficat en problemes i molestant als companys. Arriba a fer bromes molt pesades a Jan i a Fer. Surt amb Ruth, però l'arriba a humiliar de manera que sempre acaben deixant la relació. El seu millor amic és Cabano, però s'abaralla amb ell quan s'assabenta que està sortint amb Ruth, a qui ell li diu “mi rubia”. Es disposa a canviar i deixar de ser tan mala persona quan s'assabenta que ha deixat embarassada a Paula. Decideix fer-se'n càrrec del nen i acaba enamorant-se d'ella. Té problemes amb la justícia per donar una pallissa a un noi que va atropellar a Paula i va fer que aquesta estigués a punt de perdre la criatura. Quan és acusat d'haver drogat a Teresa en una festa, decideix desaparèixer temporalment per evitar anar a la presó. Torna quan tot aquest problema s'ha solucionat i pel naixement del seu fill, Isaac. Els problemes com a pare fan que torni a marxar. Quan més endavant es torna a trobar amb Paula, li confessa que va marxar perquè la seva mare li feia la vida impossible i s'acaben reconciliant.
- César Cabano de Vera (Maxi Iglesias) (Temporades 1-5): És el noi “guapo” de l'insitut a qui moltes noies li van darrere, com Paula. Té molts problemes a casa seva perquè el seu pare maltracta la seva mare. Quan el pare els deixa, ha de buscar feina, arribant a treballar en pàgines de sexe d'internet. El seu millor amic és Gorka, però s'abarallen quan ell comença a sortir amb Ruth. Tallen quan ella diu que segueix enamorada de Gorka. Comença a sortir amb Paula, però sobretot per sentir-se culpable per la mort d'Isaac. Alma intenta “ajudar-lo” amb la seva relació amb Paula, però després de montar-se un trio fa que tot acabi malament. Després de l'estiu, torna amb Ruth, però poc després descobreix que té un càncer de testicles. Aconsegueix superar aquesta malaltia. Marxa uns mesos a L'Índia i de tornada veu la vida d'una altra manera. Diu que es vol dedicar al futbol. Acaba essent fitxat per un equip d'Anglaterra. Ho deixa amb Ruth, però al darrer episodi se’l veu una altra vegada amb ella mitjançant una videoconferència.
- Covadonga Ariste Espinel “Cova” (Leonor Martín) (Temporades1-3, 5-6): És la delegada de classe, molt ecologista i “hippie”. Sempre vol defensar les causes perdudes. Els seus millors amics són Paula, Yoli i Fer. Va estar sortint amb Rubén, i després s'enamora de Julio. Quan Julio la deixa, ella està cada vegada més preocupada per les companyies nazis del noi. Marxa a viure a Alacant amb els seus pares i torna pel naixement del fill de Paula. Això fa reprendre la seva relació amb Julio i que quan se'n torni a Alacant, Julio l'acompanyi.
- Álvaro (Álex Batllori) (Temporades 5-7): És un bon estudiant, molt pressionat pel seu pare. És qui monta la festa en què algú droga a Teresa. Finalment es descobreix que el culpable va ser ell. Li agrada Alma, però aquest descobriment fa que Alma el deixi i tothom li giri l'esquena. Es comença a veure d'amagat amb Alma, alhora que Teresa l'ha perdonat i comença una relació amb ella. Quan tot es descobreix, es torna a quedar sol, i es dedica, juntament amb Jon, a fer la vida impossible a alguns companys, com Salva o Toño, que és qui intenta matar-lo a l'institut amb una escopeta. Després d'això comença a prendre anabolitzants, cosa que fa que acabi en coma. Quan es desperta, li diu a Alma que se l'estima i tornen a estar junts.
- Teresa Parra Lebrón (Lucía Ramos) (Temporades 5-7): Ha crescut sobreprotegida pel seu pare, pensant que la seva mare és morta. Descobreix que Verónica és la seva mare poc després que arribi a treballar al Zurbarán. Surt ben poc amb els amics, fins que Álvaro la convida a una festa que està montant. En aquesta festa la droguen i acaba tenint relacions sexuals amb algú (resulta ser amb Julio, que també l'havien drogat sense saber-ho). Amb l'ajut d'Alma i Paula acaba descobrint que el culpable va ser Álvaro. Temps després perdona a Álvaro i comencen a sortir, fins que s'assabenta que l'enganyava amb Alma. Durant el curs següent es proposa fer-li la vida impossible, alhora que canvia totalment la seva actitud, liant-se cada dia amb un noi diferent. Fa molt bona amistat amb Román, que l'ajudarà que deixi de tenir tant ressentiment amb Alma i entre ells hi haurà un apropament.
- Román Lorente Arco (Nasser Saleh) (Temporades 5-7): El seu vertader nom és Rashid, i és acollit a casa de Clara. La seva mare ha estat a la presó i trafica drogues perquè necessita diners per al seu avi, que està cuidant els seus germans. Quan tot es descobreix, els seus germans són portats a un centre d'acollida. En un principi, no té gaire bona relació amb Ruth, però s'anirà enamorant d'ella. Més endavant comença a sortir amb Yoli, però l'enganya amb Ruth. La seva relació amb Ruth acaba quan Clara marxa a Argentina i Ruth a Barcelona, se'n va a compartir pis amb Fer i David. Durant l'estiu té un apropament amb Teresa mitjançant el xat; quan comença el curs, ella no li fa cas, però l'anirà ajudant en els problemes que té i entre ells anirà sorgint més que amistat.
- Daniela Vaquero Castiñeira (Lorena Mateo) (Temporades 5-7): És la germana de Vaquero i arriba a mitjan curs després d'haver estat en un internat, per poder fer companyia a la seva mare després de la mort del seu pare. La seva arribada és un poc accidentada perquè erròniament es pensen que té la Sida i li fan la vida impossible, fins que tot s'aclareix. Quan coneix a Jon, s'embolica amb ell, mentre es fa la millor amiga de Salva, pensant que és gai. Quan descobreix que Salva realment està enamorat d'ella i que Jon no l'acaba de respectar, decideix no saber-ne res de cap dels dos, però s'acaba de decidir per Salva, que coincideix amb una caiguda de Jon per les escales, i fa que ho acabin deixant. És la líder de la colla i lluita contra Yoli per ser la delegada de classe. Quan descobreix que Enrique vol vendre l'escola, es posarà en contra de que hagin d'abandonar el centre a mitjan curs.[7]
- Jon (Álex Hernández) (Temporades 6-7): Un accident el va deixar en cadira de rodes, però en cap moment vol que la gent senti llàstima per ell. Arriba a l'institut i de seguida hi ha un apropament entre ell i Daniela en una festa. Es fa amic de Salva, però l'amistat es trencarà quan descobreix que a ell també li agrada Daniela. Després d'una baralla amb ell que el fa caure per les escales i el té tot un estiu en coma, es torna el seu enemic i comença a fer-li la vida impossible, juntament amb Álvaro. Quan Toño, un altre noi a qui estava fent bullying apareix a l'institut amb una escopeta, disposat a matar-lo i acaba morint Fer, fa que durant dos mesos es replantegi el que ha fet i vulgui rectificar.[8]
- Salvador Quintanilla, "Salva" (Álex Martínez) (Temporades 6-7): Noi molt sensible, cosa que fa que tothom es pensi que és homosexual, però realment està enamorat de Daniela. Per poder ser el seu millor amic, no desmenteix el rumor. Quan tot es descobreix, perd la seva amistat amb Daniela i amb Jon. Daniela es decideix per ell, però després de l'accident de Jon, els remordiments fan que l'acabi deixant. Durant un temps és víctima de bromes pesades de Jon i Álvaro per estar espiant a les noies en els vestidors, entre elles Daniela i Yoli. Aquests mals moments els supera fent-se amiga de Yoli i Fer, que l'ajudaran. Aconsegueix oblidar a Daniela i cada vegada li agrada més Yoli. En el darrer episodi li diu que se l'estima i comencen a sortir junts.[9]
- Joaquin Domínguez, “Quino” (Oscar Sinela) (Temporades 3-4): Noi Evangelista, sempre va amb la guitarra i el seu somni és ser cantant. Arriba a l'institut a mitjan curs i s'enamora de Yoli. Vol arribar verge al matrimoni, cosa que fa que la seva relació amb Yoli acabi per no funcionar. La seva desconfiança fa que Alma l'ajudi a superar les inseguretats que té. Fins i tot acaba tenint relacions sexuals amb ella i anar a una festa amb alcohol, sabent que estava prohibit. Quan es descobreix, és expulsat del centre i se'n va a provar sort en el món de la música.
- Violeta (Irene Sánchez) (Temporades 3-4): És la neboda d'Irene i arriba després d'escapar-se d'una residència perquè li feien la vida impossible. Es queda a viure amb ella i es matricula al Zurbarán. Té complex per estar gorda i és molt aficionada a internet i als videojocs. Li agrada Julio i es fan molt amics, encara que ell s'avergonyeixi d'ella en un principi pel seu físic. La seva mare se l'emporta a un internat quan la descobreix en el llit amb Julio.
- Jan Taiming (Andrés Chueng) (Temporades 1-2): És molt bo dibuixant. Quan arriba al Zurbarán, Gorka i Cabano li fan la vida impossible. Li agrada Paula, i durant un temps està sortint amb ella. Els seus pares la fan casar amb la seva cosina per obtenir els papers de residència, i amb ella acaba enganyant a Paula. Això fa que tallin i poc després se'n vagi a la Xina.
- Isaac Blasco Prieto † (Karim El-Kerem) (Temporades 1-2): És el germà de Paula. S'enamora d'Irene i té una relació amb ella abans que sigui la seva professora. Quan la troba fent-li classes, la seva relació continuarà d'amagat. Durant un temps està amb Yoli, però la deixa perquè li segueix agradant Irene. S'arribarà a descobrir, però ell s'inculpa perquè readmetin a Irene com a professora. Està a punt de retornar a la seva relació amb Irene, però morirà en un accident de quad, evitant que Cabano s'estrellés en ell.